# Miss Italia 1953
Miss Italia 1953 si svolse per la prima volta a Cortina d'Ampezzo, il 26 e il 27 dicembre 1953. Vinse la diciassettenne Marcella Mariani, di Roma. L'organizzazione fu diretta da Dino Villani.

## Risultati
| Risultato finale | Concorrente                              |
| ---------------- | ---------------------------------------- |
| Miss Italia 1953 | - – Marcella Mariani (Miss Cinema Lazio) |
| 2ª classificata  | - – Eletta Polvani (Miss Toscana)        |
| 3ª classificata  | - – Rosanna Galli (Miss Lazio)           |
| 4ª classificata  | - – Eliana Rizzi (Miss Piemonte)         |
| Miss Cinema      | - – Nadia Bianchi (Miss Roma)            |